# リボン (ゆずのアルバム)
『リボン』は、ゆずの通算7作目のオリジナルアルバム。2006年1月18日発売。発売元はセーニャ・アンド・カンパニー。

## 解説
- ベスト・アルバムリリース後、初めてのアルバム。『1 〜ONE〜』以来、約1年4ヶ月ぶりとなる。先行シングル「超特急／陽はまた昇る」を含む全13曲を収録。
- 初回限定盤と通常盤の2種形態で発売。初回限定盤は初回特殊ジャケット仕様、アルバムのメイキング映像を収録したDVD付き。シングル・アルバムを通じて、DVDが付いた初アイテムにあたる。
- リーダー・北川は「若い子はたとえば『ダスティン・ホフマン』とか知らないかもしれないけど、今回は同年代に共感してもらえればいいかなと思う。」と発売時のインタビューで語っている[いつ?]。
- アルバムに連動したコンサート「ゆず体育館ツアー 2006 リボン」が行われた。横浜アリーナでの追加公演の模様は、2006年10月4日に2枚組DVD『ゆず LIVE FILMS リボン』として発売。

## 収録内容
| 全編曲: 寺岡呼人 & ゆず。 |                        |           |           |       |
| #                         | タイトル               | 作詞      | 作曲      | 時間  |
| 1.                        | 「リアル」             | 北川悠仁  | 北川悠仁  | 5:02  |
| 2.                        | 「もうすぐ30才」       | 北川悠仁  | 北川悠仁  | 4:13  |
| 3.                        | 「冷めたコーヒー」     | 岩沢厚治  | 岩沢厚治  | 3:40  |
| 4.                        | 「超特急」             | 岩沢厚治  | 岩沢厚治  | 4:46  |
| 5.                        | 「しんしん」           | 北川悠仁  | 北川悠仁  | 5:50  |
| 6.                        | 「ニンジン」           | 北川悠仁  | 北川悠仁  | 3:15  |
| 7.                        | 「ヒーロー見参」       | 岩沢厚治  | 岩沢厚治  | 3:35  |
| 8.                        | 「チェリートレイン」   | 北川悠仁  | 北川悠仁  | 4:12  |
| 9.                        | 「ダスティンホフマン」 | 北川悠仁  | 北川悠仁  | 3:27  |
| 10.                       | 「夕立ち」             | 岩沢厚治  | 岩沢厚治  | 4:26  |
| 11.                       | 「陽はまた昇る」       | 北川悠仁  | 北川悠仁  | 4:37  |
| 12.                       | 「一っ端」             | 岩沢厚治  | 岩沢厚治  | 2:52  |
| 13.                       | 「女神」               | 北川悠仁  | 北川悠仁  | 6:47  |
| 合計時間:                 | 合計時間:              | 合計時間: | 合計時間: | 56:42 |

### 初回盤付属DVD
| #  | タイトル                                         | 作詞 | 作曲・編曲 |
| -- | ------------------------------------------------ | ---- | ---------- |
| 1. | 「「リボン」の世界〜メイキング・オブ・リボン〜」 |      |            |

## 楽曲解説
1. リアル
イントロの岩沢によるアコースティック・ギターや、電子音の用いた伴奏などが取り入れられている。
後に、ベストアルバム『ゆずのね 1997-2007』にも収録された。
2. もうすぐ30才
「ゆず体育館ツアー 2006 リボン」では、芝居仕立てで披露された。PVでは、岩沢がハーモニカを吹いている振りをしている。その様子は、PV集『録歌選 緑』で確認できる。
PVでは、ラジオから自身のシングル曲「いつか」（1999年）が流れている。
後に、ベストアルバム『ゆずのね 1997-2007』にも収録された。
3. 冷めたコーヒー
曲のエンディングに、岩沢がコーヒーショップに行った際の、レジでの店員とのやり取りが収録されている。この曲のみ、昔からあった楽曲だという。
4. 超特急
このアルバムの先行シングルとして発売した22枚目のシングル（両A面）の1曲目で、フジテレビ系バラエティ番組『あいのり』主題歌。この曲で初めてフジテレビ系の音楽番組『FNS歌謡祭』の2005年度に出演した。ただし、中継による出演。
5. しんしん
後に、ベストアルバム『ゆずのね 1997-2007』にも収録された。
6. ニンジン
7. ヒーロー見参
8. チェリートレイン
翌2007年に30歳を迎えるゆずの2人が、30歳になる前にいわゆる"童貞ソング"を作ろうと思ったらしい。
間奏で、お笑いコンビの南海キャンディーズがミニコントを披露している。
9. ダスティンホフマン
映画『卒業』（1967年）のシーンが歌詞内に登場する。
10. 夕立ち
後に、ベストアルバム『ゆずのね 1997-2007』にも収録された。
11. 陽はまた昇る
2005年7月、横浜国際総合競技場でのコンサート終了後間もなくスペインに旅立ち、その旅の過程で生まれた曲であるという。
フジテレビ系情報番組『めざましどようび』テーマソングであり、同番組内では旅先での様子が紹介された[いつ?]。
後に、ベストアルバム『YUZU YOU』にも収録された。
12. 一っ端
弾き語りによる曲｡
13. 女神
今作収録曲の中では最も長い曲。
北川曰く[いつ?]、「女性賛歌」の曲。演奏終了後、しばらくするとシークレット・トラックあり。

### 初回盤付属DVD
1. 「リボン」の世界〜メイキング・オブ・リボン〜
製作過程を追ったドキュメンタリー・タッチの内容。東京・渋谷のデパート前で、深夜に急遽行った路上ライブの映像を一部含む。また、その歌唱の一部（リアル）が、このアルバムの最後の曲「女神」終了後に収録されている。

## 演奏
- 北川悠仁：Vocal, Acoustic Guitar, Tambourine
- 岩沢厚治：Vocal, Acoustic Guitar, Harp
- 寺岡呼人
  - Computer Programming
  - Electric Guitar (#1.4.6.8.9.10.11)
  - Bass (#1)
- 上杉洋史
  - Computer Programming
  - Keyboards (#1.2.4.9)
- 向笠高章：Computer Programming
- 島村英二：Drums (#2.10)
- 林立夫：Drums (#13)
- 小田原豊：Drums (#4.6.8.9.11)
- 川越健二：Drums (#5)
- 高水健司：Bass (#2.7.8.10.13)
- 美久月千晴：Bass (#4.6.9.11)
- 小野田清文：Bass (#5)
- 中西康晴：Keyboards (#2.4.9.10.11.13)
- 吉俣良：Keyboards (#5)
- Dr.kyOn：Keyboards (#6.8)
- 青柳誠：Keyboards (#7)
- 今剛：Electric Guitar (#13)
- 狩野良昭：Electric Guitar (#5)
- 三宅伸治
  - Electric Guitar (#6)
  - Steel Guitar (#2)
- 有田純弘：Banjo (#2)
- 浜口茂外也：Percussion (#2.10)
- 斉藤ノブ：Percussion (#13)
- もうすぐ30s：Chorus (#2.6)
- 山本拓夫：Saxophone, Brass Arrangement (#4.8.11)
- 竹野昌邦：Saxophone (#8)
- 荒木敏男、菅坂雅彦：Trumpet (#4)
- 西村浩二、奥村晶：Trumpet (#8)
- 村田陽一：Trombone (#4)
- 弦一徹：Strings Arrangement (#5)
- 阿部雅士：Strings Arrangement (#10.13)
- 弦一徹ストリングス：Strings (#5)
- 阿部雅士ストリングス：Strings (#10.13)
- 南海キャンディーズ：Guest (#8)